# Эннеаграмма (психология)
Эннеаграмма личности, или просто Эннеаграмма (от др.-греч. ἐννέα — «девять» и γράμμα — «изображение», «образ», «письмо») — концепция типов личности и взаимоотношений между ними. Она описывает девять «глубинных подсознательных „драйвов“» и их влияние на мировоззрение, мыслительные, эмоциональные и поведенческие стратегии девяти типов людей (т. н. эннеатипов). Эта модель была разработана в 1970-х годах и в основном базируется на работах Оскара Ичазо и Клаудио Наранхо. Некоторое влияние на развитие модели оказали также идеи Георгия Гурджиева.
Эннеаграмма описывает девять типов личности, расположенных на окружности на равном расстоянии друг от друга. Такое изображение символизирует равноценный вклад каждого типа личности в создание целостного мира. Типы соединены между собой не только окружностью, но и также так называемыми «стрелками» — сложной внутренней фигурой, вписанной в окружность. Стрелки символизируют изменения в поведении людей в ситуации стресса и в ситуации психологического комфорта.
Несмотря на исследования приверженцев концепции Эннеаграммы и некоторые данные по применению Эннеаграммы в психотерапевтической практике, на сегодняшний день Эннеаграмма не является моделью, признаваемой в академических психологических кругах в связи с отсутствием валидных тестов по определению типов Эннеаграммы и отсутствием унификации содержания каждого из эннеатипов со стороны различных школ эннеаграммы Эннеаграмму преподают как метод самопознания и развития. Модель Эннеаграммы иногда критикуют за допущение субъективных интерпретаций, что осложняет её научную проверку и валидацию.

## История
Фигура Эннеаграммы представляет собой круг, в который вписан треугольник (соединяющий 3-6-9) и так называемая шестиконечная «звезда» (соединяющая 1-4-2-8-5-7).
Истоки и история развития Эннеаграммы как типологии личности до сих пор вызывают обсуждения. Уилтсе и Палмер утверждают, что схожие с Эннеаграммой идеи можно обнаружить в трудах Евагрия Понтийского, Христианского мистика, жившего в IV веке в Александрии. Евагрий описал восемь помыслов (logismoi), которые позднее легли в основу учения о семи смертных грехах. К восьми помыслам он добавлял также девятый, основополагающий, который называл «любовь к себе». Евагрий писал: «Первым из всех помыслов является помысел себялюбия (philautia), а за ним — [остальные] восемь». Выделив восемь смертельных помыслов, Евагрий описал также восемь способов противостоять им.
Предполагается, что первым познакомил западный мир с фигурой Эннеаграммы Георгий Гурджиев. Однако не Гурджиев разработал описание девяти типов личности, связанных с Эннеаграммой. Отцом-разработчиком современной Эннеаграммы личности считается уроженец Боливии Оскар Ичазо. Его «Эннеагон Эго-Фиксаций» вместе с некоторыми другими аспектами личности, расположенными на фигуре Эннеаграммы, послужили основой для дальнейшего развития Эннеаграммы личности. Ичазо начал преподавать собственную программу по личностному развитию в 1950-е годы. Его подход, названный «Протоанализ», сочетает использование Эннеаграммы с другими символами и идеями. Оскар Ичазо основал Институт Арика, который сначала работал в Чили, а затем переехал в США. Именно Ичазо является автором термина «Эннеаграмма личности».

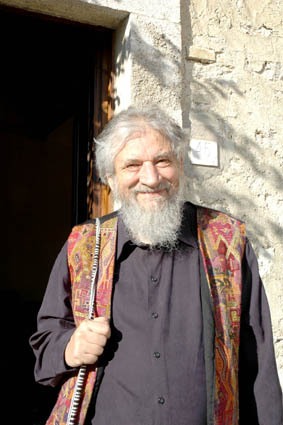
Клаудио Наранхо

Клаудио Наранхо, психиатр родом из Чили, познакомился с Эннеаграммой личности на курсе Оскара Ичазо в Арике. Он продолжил развивать учение Эннеаграммы, и с начала 1970-х годов начал преподавать в США своё понимание Эннеаграммы Личности. Идеи Наранхо оказали значительное влияние на дальнейшее развитие Эннеаграммы. Некоторое время знание, преподаваемое Наранхо, оставалось закрытым, однако в дальнейшем оно просочилось широкой публике. Несколько учеников Наранхо нарушили контракт, запрещавший им преподавать Эннеаграмму, и начали проводить свои обучающие группы и семинары по Эннеаграмме.
Одной из первых открытые семинары по Эннеаграмме стала проводить Хелен Палмер, которая впоследствии написала ряд книг, посвященных применению Эннеаграммы для самоанализа, личностного развития и выстраивания функциональных семейных и рабочих отношений. Также Эннеаграмму начали преподавать некоторые иезуитские священники, рассматривая это учение через призму Христианской духовности, но впоследствии это учение было признано официальным Ватиканом как неподходящее для духовного развития и рассматривалось в контексте Нью Эйдж. Так учение Эннеаграммы начало быстро распространяться сначала в психотерапевтических и духовных кругах, а затем проникая и в другие области применения.
На сегодняшний день не существует единого унифицированного понимания Эннеаграммы и возможностей применения этого знания. Ичазо не признает разработки Наранхо, Палмер и иезуитов, называя их неверными интерпретациями Эннеаграммы. Понимание Эннеаграммы учениками и последователями Наранхо так же может разниться в некоторых деталях. Сегодня большое количество авторов продолжают проводить практические и научные исследования Эннеаграммы и областей её применения. Среди известных авторов стоит перечислить следующие имена: Клаудио Наранхо, Дон Ричард Рисо и Расс Хадсон, А. Х. Алмаас, Ричард Рор, Элизабет Вэйгл, Джинджер Лапид-Богда, Хелена Макани.

## Фигура Эннеаграммы

Фигура Эннеаграммы

Фигура Эннеаграммы состоит из 3 частей: круга, внутреннего треугольника (соединяющего 3-6-9) и так называемой шестиконечной «звезды» (соединяющей 1-4-2-8-5-7). Согласно эзотерическим духовным традициям круг символизирует целостность, внутренний треугольник символизирует «закон трех», а шестиконечная фигура символизирует «закон семи» (последовательность 1-4-2-8-5-7-1 представляет собой периодическую десятичную дробь, которая возникает при делении единицы на семь).

## Девять типов
В таблице ниже приведены краткие описания типов:
- их метафорическое название,
- базовая Мотивация(Страсть) и жизненная стратегия (Фиксация Эго),
- базовый страх, желание и соблазн,
- Добродетель, характерная для Сущностного состояния типа
- переходы в стрессе и безопасности.

Все названия из таблицы являются метафорическими и могут отличаться у различных авторов Эннеаграммы и в различных вариантах перевода. Данная таблица составлена на основе названий, используемых Д. Рисо, Р. Хадсоном и Х. Макани.
| Тип | Характерная роль    | Страсть    | Фиксация Эго            | Базовое желание                            | Базовый страх                                               | Соблазн                                                   | Добродетель                             | Стресс | Безопасность |
| --- | ------------------- | ---------- | ----------------------- | ------------------------------------------ | ----------------------------------------------------------- | --------------------------------------------------------- | --------------------------------------- | ------ | ------------ |
| 1   | Перфекционист       | Гнев       | Осуждение               | Быть хорошим, порядочным, сбалансированным | Быть плохим, непорядочным, иметь изъяны                     | Лицемерие, чрезмерная критичность                         | Спокойствие                             | 4      | 7            |
| 2   | Помощник            | Гордыня    | Поиск благодарности     | Быть любимым                               | Быть нелюбимым и нежеланным                                 | Отрицание собственных потребностей, соблазнение           | Скромность                              | 8      | 4            |
| 3   | Достигатель         | Тщеславие  | Самообман               | Чувствовать себя ценным                    | Не иметь ценности                                           | Стремление всегда быть «лучшим»                           | Аутентичность                           | 9      | 6            |
| 4   | Индивидуалист       | Зависть    | Тоска (Нехватка)        | Быть настоящим, собой                      | Не иметь идентичности                                       | Злоупотребление воображением из желания найти себя        | Уравновешенность (Эмоциональный баланс) | 2      | 1            |
| 5   | Наблюдатель         | Скупость   | Отстранение             | Быть компетентным, готовым к действию      | Быть беспомощным, некомпетентным, не в состоянии справиться | Замещение прямого проживания умственными концепциями      | Щедрость (Непривязанность)              | 7      | 8            |
| 6   | Скептик / Преданный | Страх      | Сомнения                | Иметь поддержку и руководство              | Остаться без поддержки и руководства                        | Нерешительность, сомнения, поиски поддержки               | Смелость                                | 3      | 9            |
| 7   | Энтузиаст           | Обжорство  | Планирование, хитрость  | Быть удовлетворенным и счастливым          | Испытывать боль и нужду                                     | Ощущение, что счастье и удовлетворение находятся не здесь | Трезвость                               | 1      | 5            |
| 8   | Босс                | Вожделение | Справедливость (Борьба) | Быть защищенным и независимым              | Оказаться под чьим-то контролем, быть жертвой               | Считать себя полностью самодостаточными                   | Невинность                              | 5      | 2            |
| 9   | Миротворец          | Лень       | Самозабвение            | Быть целостным, в состоянии умиротворения  | Отделенности, потери связи                                  | Избегание конфликтов, избегание заявлять о себе           | Энергия (Собранность)                   | 6      | 3            |

### Крылья
Большинство специалистов , обучающих Эннеаграмме Личности, утверждают, что у людей одного и того же Эннеатипа черты характера могут несколько отличаться, в зависимости от того, какое влияние оказывают на них 2 соседних типа. Эти два типа часто называют «крыльями». Так, человек 3-го типа может иметь «крылья» во 2-й и 4-й типы. То, что типы Эннеаграммы расположены на окружности, может указывать на их скорее континуальную, а не дискретную природу взаимодействия. Таким образом, в Эннеаграмме считается, что у человека есть базовый тип и может быть одно или два крыла, которые оказывают влияние на некоторые черты его характера, однако не меняют его базового типа и соответственно его глубинной мотивации.

### Переходы в стрессе и безопасности
Стрелки, которыми связаны типы внутри окружности, дают более полное понимание динамики характера каждого типа. Некоторые авторы их называют «переходами в стрессе и безопасности», некоторые — «направлениями интеграции и дезинтеграции». В самом общем смысле, эти стрелки описывают, как изменяются наши реакции и стратегии поведения, когда мы оказываемся в комфортной, безопасной обстановке, или наоборот — в ситуации давления и стресса. Таким образом, как минимум 4 типа оказывают значительное влияние на базовый тип и мотивацию человека: два «крыла» и две «стрелки».

### Инстинктивные подтипы
У каждого типа личности выделяется три подтипа, или инстинктивных варианта. Считается, что подтип человека зависит от того, какой инстинктивный драйв доминирует в жизненных стратегиях человека. В Эннеаграмме выделяют три основные инстинктивные энергии: инстинкт самосохранения, сексуальный (его также называют «близостью» или «1:1») и социальный. В зависимости от доминирующего инстинкта, жизненный фокус человека направлен на удовлетворение:
1. потребностей, связанных с безопасностью, здоровьем и материальным благополучием (самосохранение),
2. потребностей, связанных с близкими отношениями со значимыми людьми (сексуальный),
3. потребностей, связанных с признанием, статусом, положением в обществе и принадлежностью к группам (социальный).

Принимая во внимание теорию доминирующего инстинкта, в Эннеаграмме выделяется 27 подтипов, поскольку представители одного и того же типа с разными доминирующими инстинктами будут значительно отличаться друг от друга, у них будут разные корневые ценности и жизненные стратегии. Согласно этой теории, доминирующий инстинкт — эта та жизненная область, в которой наиболее ярко проявляется глубинная мотивация типа. Например, если глубинная мотивация 3-го типа связана со стремлением к успеху и восхищению, то 3-ка с инстинктом самосохранения будет реализовывать эту потребность за счет блестящих материальных достижений и хорошего дохода, 3-ка с сексуальным инстинктом будет искать восхищения партнера, стремясь соответствовать его/ее ожиданиям, а 3-ка с социальным инстинктом будет стремиться получить признание в обществе (звания, титулы, почетное положение в компании или профессиональном сообществе).
Считается, что у каждого человека есть все три инстинктивных драйва, однако один из них, как правило, доминирует. Некоторые специалисты в области Эннеаграммы считают, что второй инстинкт также может быть хорошо развит, однако третий инстинкт часто является значительно менее развитым или мало проявленным в жизни человека.

### Уровни развития
Одним из значительных отличий учения Эннеаграммы от других типологий личности является концепция Уровней Развития. Считается, что характер и жизненные стратегии человека того или иного типа не являются чем-то статическим. Более того, уровень психологического, социального и межличностного функционирования человека не зависит от его типа личности. Будучи представителем одного и того же типа, человек может жить счастливой сбалансированной жизнью, или может находиться на довольно низком уровне психологического и социального здоровья. У всех типов Эннеаграммы выделяются так называемые «Уровни Развития», описывающие уровень внутриличностного и межличностного функционирования человека. Всего выделяется 9 уровней развития, которые объединяются в 3 большие группы: здоровые, средние и нездоровые уровни развития. Разработчиками этой концепции являются Д. Р. Рисо и Р. Хадсон. В своих работах они описывают основные жизненные стратегии каждого типа на каждом из девяти уровней, выделяют факторы, влияющие на переход вниз или вверх по уровням.
Здоровые уровни — это уровни высокого функционирования личности. На них человек обладает высокой степенью осознанности, баланса и свободы в выборе жизненных стратегий. На здоровых уровнях человек становится более свободным от паттернов своего типа. У человека есть большой доступ к его Сущностному состоянию и он успешно реализует свои особые таланты и качества в своей жизни и деятельности. Важные жизненные потребности удовлетворяются с легкостью.
На средних уровнях, по утверждению авторов этой концепции, находится подавляющее большинство людей. На этих уровнях в центре жизненного фокуса человека — удовлетворение важных для него потребностей (в признании, безопасности, уважении и т. д.).
На средних уровнях людям удается реализовывать их потребности, однако чаще всего это получается через социальные роли, борьбу, конфликты, неосознанное манипулирование. На средних уровнях люди могут осознавать подсознательные мотивы и отслеживать паттерны своего типа, однако им сложно противостоять. Сначала возникает реакция, а затем осознание.
На нездоровых уровнях находится мало людей. Это область клинических личностных расстройств, психических заболеваний. На этом уровне у человека практически полностью отсутствует то, что в психоанализе называют «осознающим эго». Человек не способен осознавать, а следовательно, и контролировать свои реакции. Стратегии типа, направленные на удовлетворение его базовых глубинных потребностей, обретают гротескные, гипертрофированные формы. Поведение становится дезадаптивным и часто опасным для самого человека и социума.
Многие авторы Эннеаграммы считают эту часть учения особенно ценной, так как она позволяет определить текущий уровень функционирования человека, зону ближайшего развития и дестабилизирующие факторы.